# William L. Dayton
William L. Dayton (Basking Ridge, 1807. február 17. – Párizs, 1864. december 1.) az Amerikai Egyesült Államok szenátora (New Jersey, 1842–1851).